# Haroldo Dutra Dias
Haroldo Dutra Dias (Belo Horizonte, 20 de setembro de 1971), é um juiz de direito do Tribunal de Justiça de Minas Gerais, escritor, tradutor, conferencista e espírita brasileiro.

## Formação acadêmica
Haroldo Dias graduou-se em Direito e Língua e Literatura Grega Clássica pela Universidade Federal de Minas Gerais (UFMG), tendo realizado ainda um curso de hebraico pela União Israelita de Belo Horizonte.

## Espiritismo
Aos 15 anos, Haroldo Dias participou do estudo do Evangelho, d'A Gênese e do Apocalipse no Grupo Espírita Emmanuel, em Belo Horizonte, com Honório Onofre Abreu. Em 2011, em parceria com o produtor fonográfico Júlio Adriano Corradi e o cinegrafista Thiago Franklin, Dias fundou o Instituto SER, com o objetivo de "promoção e divulgação literária, intelectual e artística da doutrina espírita". Em março de 2013, Haroldo foi um dos fundadores do Núcleo de Estudo e Pesquisa do Evangelho (NEPE), dentro da Federação Espírita Brasileira (FEB). A partir desse ano, com o apoio institucional da FEB para o Instituto SER, que fornece trabalho profissional aos militantes espíritas dedicados à produção e divulgação dos estudos bíblicos, Haroldo Dias tornou-se conhecido no meio espírita internacional, com viagens e palestras. A principal referência do espiritismo brasileiro atual, ao lado do médium Divaldo Pereira Franco, Dias tem um canal do YouTube que em 2019 contava com mais de 100 mil seguidores.

## Tradução do Novo Testamento
No final da década de 2010, Marta Antunes, vice-presidente da FEB, notou a dificuldade de qual tradução do Novo Testamento usar na produção da apostila do Estudo Aprofundado da Doutrina Espírita. Para escrever a seção sobre o Novo Testamento, ela havia convidado Honório Abreu, presidente da União Espírita Mineira. Foi, então, por sugestão de Abreu e de Nestor Masotti, presidente da FEB, que Haroldo Dias viajou a Israel e adquiriu livros de referência para realizar o trabalho. Em 2010, no III Congresso Espírita Brasileiro, o Conselho Espírita Internacional lançou a tradução de Haroldo Dias dos quatro evangelhos canônicos e dos Atos dos Apóstolos, chamada de "O Novo Testamento (Evangelhos e Atos)".
Em 2013, Haroldo Dias cedeu os direitos autorais e patrimoniais de sua obra à FEB, a qual lançou nova edição de "O Novo Testamento (Evangelhos e Atos)" em abril do mesmo ano. Em 2014, Haroldo Dias escreveu a introdução de "O Evangelho segundo o Espiritismo: orientações para o estudo", organizado por Antonio Cesar Perri de Carvalho e Célia Maria Rey de Carvalho.
De acordo com a dissertação de Natália Torres, há uma boa aceitação da obra de Dias no uso dos estudos bíblicos espíritas, com os fiéis julgando que a tradução é fiel ao texto grego. No entanto, o lançamento do trabalho do professor português Frederico Lourenço, da Universidade de Coimbra, teve um grande impacto por se tratar da Bíblia completa e ser o trabalho de um acadêmico. Torres destaca que, apesar da proposta de uma versão isenta de orientações teológicas, a bibliografia do site do NEPE indica o uso majoritário de referencial espírita e, embora a busca pelo significado das palavras seja sempre pautado por um contexto histórico, linguístico e social, "a exegese é sempre espírita, partindo de pressupostos como a reencarnação".

## Vida pessoal
Haroldo Dias é amigo próximo do mineiro Enéas Alexandrino, pastor da Igreja Batista, e da piauiense Aíla Luzia Pinheiro de Andrade, madre superiora do Instituto Religioso Nova Jerusalém.